# Музей истории телесных наказаний
Музей историй телесных наказаний — московский музей, посвящённый телесным наказаниям людей, нарушавших определённые правила.

## История
Телесные наказания в обществе осуществлялись путём причинения людям страданий от болевых ощущений, вызываемых пытками.
Музей истории телесных наказаний был создан в Москве в 2010 году. Целью создания была профилактика преступлений в обществе путём рассказа, что следовало за преступлением, каким образом осуществлялось наказание за провинность в Средние века в разных странах, какие для этого использовались орудия и методы.
Особенностью музея является показ законных орудий наказания за провинности людей.
20 % экспонатов музея — подлинные инструменты, остальные — реконструированные по историческим материалам, литературным произведениям (машина, созданная по новелле Франца Кафки «В исправительной колонии»). В коллекции музея — книги по истории инквизиции, телесных наказаний, в частности «Книга мучеников» 1776 года, за авторством Джона Фокса, с гравюрами на тему пыток и казней, документы приказов о наказаниях.
Ежегодно Музей истории телесных наказаний принимает участие во Всероссийской акции «Ночь музеев».

## Экспозиция музея
Экспозиция московского музея состоит из следующих разделов:
- Палач. Палачам в музее отведена отдельная комната, где рассказывается об их работе на Руси и в других странах, отношении к ним в народе и преступной среде.
- Пытки. В разделе представлена коллекция картин и репродукций на соответствующую тематику художников Николая Бессонова, Питера Брейгеля Старшего, Питера Мендиса, Дэвида Зейн Мейровица, Роберта Крамба и других.
- Казни. В коллекции раздела представлены разнообразные инструменты экзекуций: начиная от реконструкции виселицы, и заканчивая инструментами для вырывания языка, и отрезания пальцев.
- Инквизиция. В разделе представлены дыба, пыточная пила, глаголь для повешения за ребро, щипцы, плети, доски с шипами, клети и прочие "прелести" средневековья.
- Современный раздел. В раздел входят кресло для допроса, коллекции медалей за пьянство, клеймы, наручники со всего мира, электрический стул, одежда для каторжников и т.д.

В отдельном зале представлены куклы, демонстрирующие пыточные акты.
В музее проводятся экскурсии, демонстрируются документальные фильмы по тематике музея.
В марте 2019 года на территории Музея истории телесных наказаний также открылся Музей истории проституции.

## Руководство
Руководитель музея — Валерий Владимирович Переверзев.